# Ibba
Ibba ou Ibbas, Hibba, Hibbas, est un général ostrogoth vivant sous le règne en Italie du roi Théodoric le Grand (493-526).

## Biographie

Les campagnes franques en Aquitaine entre 507 et 509.

Qualifié selon les sources de comes ou de dux, Ibba est chargé par Théodoric de venir en aide aux Wisigoths, vaincus par les Francs à la Bataille de Vouillé et privés de leur roi Alaric, tué par Clovis (507).
En 508, il pénètre en Provence à la tête d'une armée et s'illustre contre les troupes de Clovis qui cherche à étendre sa domination jusqu'en Méditerranée, aidé des Burgondes du roi Gondebaud. Ibba déloge, après de rudes combats, les Francs et les Burgondes qui faisaient le siège d'Arles, puis s'empare de Nîmes et de Narbonne en 509, pendant que des renforts ostrogoths dirigés par le duc Mammo ravagent Orange et Valence puis refoulent les Burgondes vers le nord. Enfin, en 510, Ibba libère Carcassonne. Selon Jordanès, probablement peu objectif du fait de ses origines gothiques, plus de 30 000 Francs furent tués par Ibba lors des combats.
Sauvant ainsi les Wisigoths d'une possible extermination, il chasse un bâtard du roi Alaric, Geisalic, que des guerriers wisigoths avaient élu roi. Ce dernier se réfugie alors en Afrique, à la cour de Carthage, auprès du roi vandale Thrasamund, avant d'organiser une invasion de l'Hispanie pour remonter sur le trône. Entrant par la Tarraconaise, Geisalic est défait par l'armée d'Ibba à 20 km de Barcelone ; il s'enfuit alors au nord, traverse la Narbonnaise et tente de se réfugier chez les Burgondes, mais il est capturé et tué en franchissant la Durance, probablement par des soldats ostrogoths (vers 511). Ibba installe en 511 sur le trône wisigothique le jeune prince Amalaric, âgé d'environ cinq ans ; ce dernier reste sous tutelle ostrogothique et jusqu'en 526, Wisigoths et Ostrogoths seront de nouveau réunis sous un seul véritable maître : Théodoric.
Selon Henry Bradley, Ibba était catholique et non arien comme la majorité des Goths de cette époque.
Son nom se rapproche du prénom scandinave Ebbe.

### Sources primaires
- Jordanès, Histoire des Goths.